# Fermentação láctica
Fermentação lática é o processo metabólico constituído por uma série de reações químicas na qual a glicose, ou outros tipos de açúcares, é convertida em energia celular e no metabólito lactato. Em seus músculos o ser humano também pode promover a fermentação da glicose, em uma situação de demanda de energia e carência de oxigénio. Este é um mecanismo de compensação, uma maneira de obter energia. O ácido lático gerado no processo se acumula nas fibras musculares, o que pode gerar certos desconfortos.

## Microrganismos fermentadores
O grupo das bactérias ácido-lácticas é composto por 12 gêneros de bactérias gram-positivas: Carnobacterium, Enterococcus, Lactococcus, Lactobacillus, Lactosphaera, Leuconostoc, Oenococcus, Pediococcus, Streptococcus, Tetragenococcus, Vagococcus e Weissella. Todos os membros desse grupo apresentam a mesma característica de produzir ácido láctico a partir de hexoses. Os Enterococcus e os Lactobacillus não pertencem mais ao gênero Streptococcus, o microrganismo deste último gênero mais importante em alimento é o S. thermophilus. O S. diacetilactis foi reclassificado como uma linhagem de Lactococcus subespécie lactis que utiliza citrato. Algas e fungos (leveduras e ficomicetos) são também capazes de sintetizar ácido láctico. Produção comparável à das bactérias homofermentativas é obtida pelo fungo Rhizopus oryzae em meio de glicose. Sua utilização é preferível à das bactérias homofermentativas, porque o tempo gasto na fermentação é menor e a separação do produto, mais simples.

## Fases
A fermentação láctica, tal como a alcoólica, realiza-se em duas fases: 

### 1º FaseGlicólise

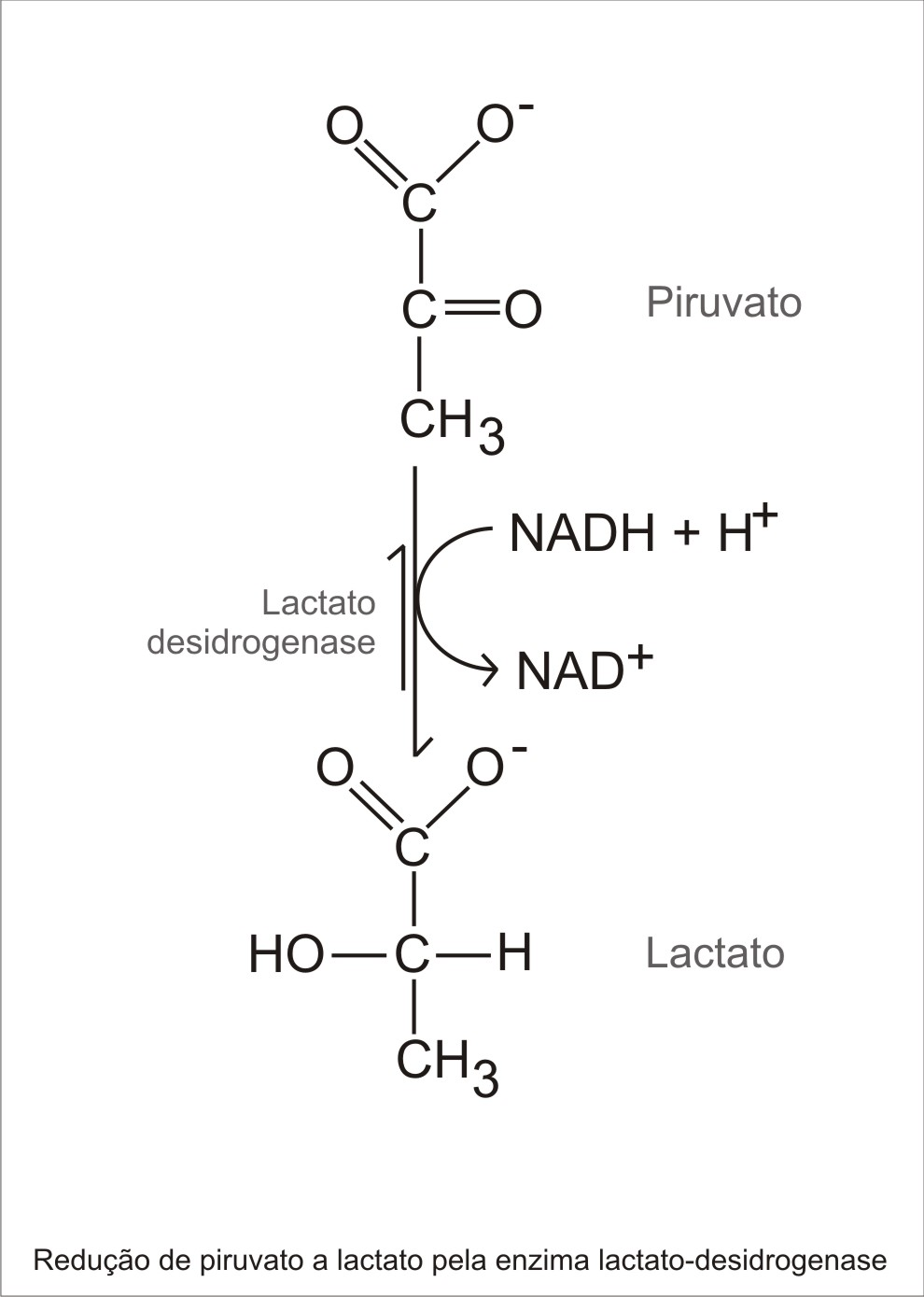

A glicólise ocorre em dois estágios. O primeiro trata-se de um estágio preparatório, em que a glicose é fosforilada e clivada para gerar 2 moléculas de triose fosfato. Este processo consome 2 ATP, como uma forma de investimento energético. No segundo estágio, 2 moléculas de triose fosfato são convertidas a piruvato, com a concomitante geração de 4 ATP. A glicólise, portanto, tem um rendimento de 2 ATP por molécula de glicose.
A equação global final para a glicólise é:
Glicose + 2NAD+ + 2ATP + 2Pi  →  2 Piruvato + 2 NADH + 2H+ + 2ATP + 2H2O

### 2º Fase:Fermentação láctica
Após a glicólise, a redução do piruvato é catalisada pela enzima lactato-desidrogenase. O equilíbrio global dessa reação favorece fortemente a formação de lactato. Microrganismos fermentadores regeneram continuamente o NAD+ pela transferência dos elétrons do NADH para formar um produto final reduzido, como o são o lactato e o etanol.

### Reação de síntese do ácido lático na fermentação
| Glicólise:       | + 2 NAD++ 2 ADP + 2 Pi | → | 2 + 2 NADH + 2 H+ + 2 ATP + 2 H2O |
| Glicólise:       | (glicose)              |   | (ácido pirúvico)                  |
| Ácido Lático:    | 2 + 2 NADH             | → | 2 + 2 NAD+                        |
|                  | (ácido pirúvico)       |   | (Ácido Lático)                    |
| Reação completa: | + 2 ADP + 2 Pi         | → | 2 + 2 ATP + 2 H+ + 2 H2O          |
|                  | (glicose)              |   | (Ácido lático)                    |

## Rendimento
O rendimento em ATP da glicólise sob condições anaeróbicas (2 ATP por molécula de glicose, representando apenas 2% do potencial energético dos reagentes), como é o caso da fermentação, é muito menor que o obtido na oxidação completa da glicose até CO2 e H2O sob condições aeróbicas (34 ou 36 ATP por molécula de glicose, representando 40% do potencial energético dos reagentes). Portanto, para produzir a mesma quantidade de ATP, é necessário consumir perto de 18 vezes mais glicose em condições anaeróbicas do que nas condições aeróbicas.
Em termos energéticos, a glicólise libera apenas uma pequena fração da energia total disponível na molécula da glicose. Quando a glicose é completamente oxidada a CO2 e H2O, a variação total de energia livre padrão é -2840 kJ/mol. A degradação da glicose na via glicolítica até duas moléculas de piruvato (∆G’0 = -146 kJ/mol) libera, portanto, apenas 5,2% da energia total que pode ser obtida da glicose pela oxidação completa [(146/2840)x100].

## Equação Geral
O processo geral da glicólise anaeróbica pode ser representado como:
Glicose + 2ADP + 2 Pi → 2 lactato + 2 ATP + 2 H2O + 2 H+
Com a redução de duas moléculas de piruvato a duas de lactato, são regeneradas duas moléculas de NAD+. O processo global é equilibrado e pode continuar indefinidamente: uma molécula de glicose é convertida em duas de lactato, com a geração de duas moléculas de ATP e, ainda, NAD+ e NADH são continuamente interconvertidos sem nenhum ganho ou perda global na quantidade de cada um deles.

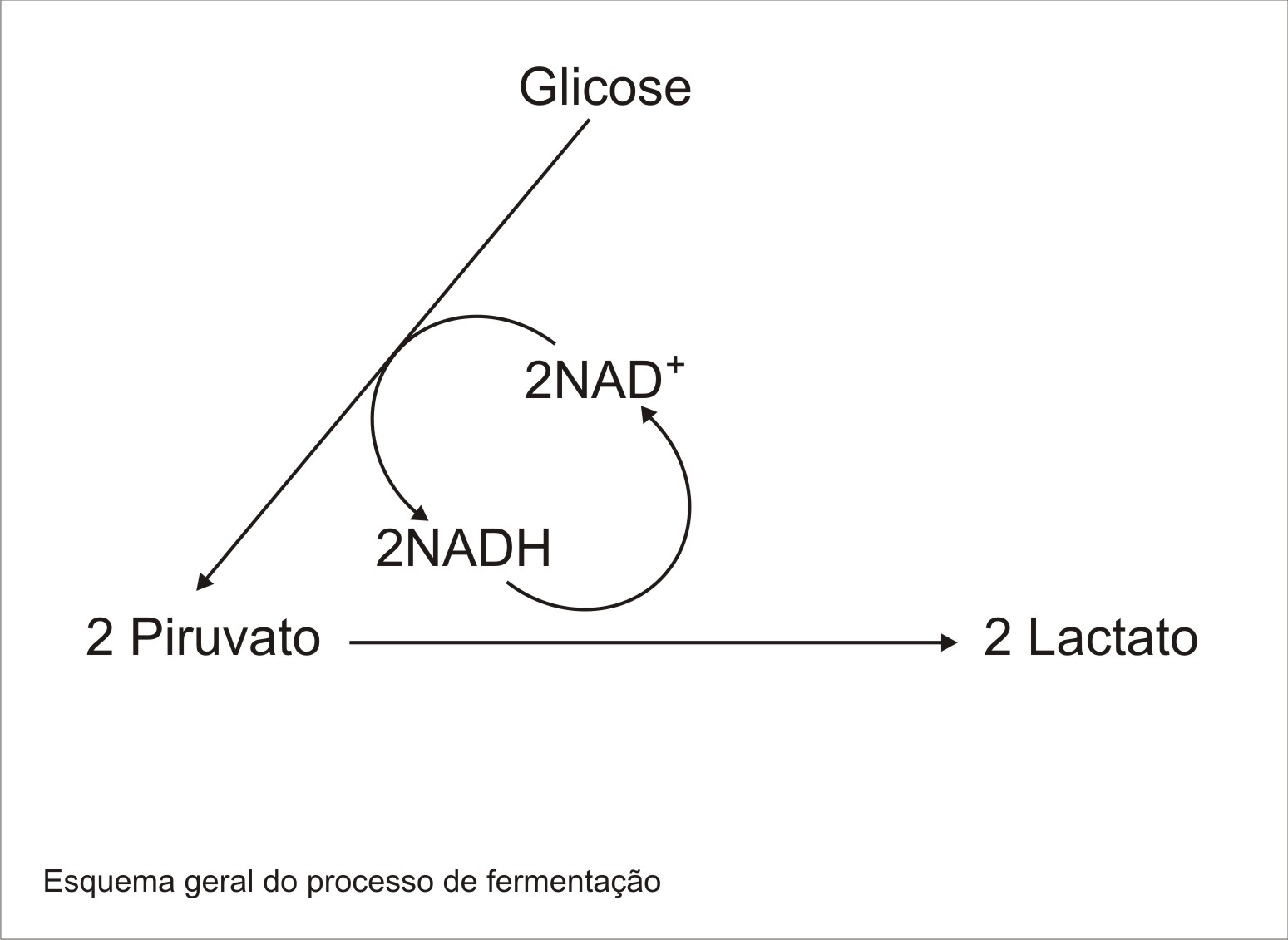

## Tipos de fermentação
A classificação da fermentação láctica é feita com base nos produtos finais do metabolismo da glicose:
- Fermentação homoláctica: processo no qual o ácido láctico é o único produto da fermentação da glicose. As bactérias homolácticas podem extrair duas vezes mais energia de uma quantidade definida de glicose do que as heterolácticas. O comportamento homofermentativo é observado quando a glicose é metabolizada, mas não necessariamente quando as pentoses o são, já que algumas bactérias homolácticas produzem ácidos acético e láctico quando utilizam pentoses. O caráter homofermentativo de algumas linhagens pode ser mudado pela alteração das condições de crescimento, tais como concentração de glicose, pH e limitação de nutrientes. Todos os membros dos gêneros Pediococcus, Streptococcus, Lactococcus e Vagococcus são homofermentadores, assim como alguns Lactobacillus, e são muito importantes para a formação de acidez em laticínios.

- Fermentação heteroláctica: processo no qual ocorre produção da mesma quantidade de lactato, dióxido de carbono e etanol a partir de hexoses. As bactérias heterolácticas são mais importantes do que as homolácticas na produção de componentes de aroma e sabor, tais como o acetilaldeído e o diacetil. Os heterofermentadores são Leuconostoc, Oenococcus, Weissela, Carnobacterium, Lactosphaera e alguns Lactobacillus. O processo de formação de diacetil a partir de citrato na indústria de alimentos é fundamental para a formação de odor, p. exemplo na fabricação de manteiga.

## Aplicação industrial da fermentação láctica
Alguns alimentos podem se deteriorar pelo crescimento e ação de bactérias ácido-lácticas. No entanto, a importância deste grupo de microrganismos consiste em sua grande utilização na indústria alimentar. Muitos alimentos devem sua produção e suas características às atividades fermentativas dos microrganismos em questão. Queijos maturados, conservas, chucrute e linguiças fermentadas são alimentos que possuem uma vida de prateleira consideravelmente maior que a matéria-prima da qual eles foram feitos. Além de serem mais estáveis, todos os alimentos fermentados possuem aroma e sabor característicos que resultam direta ou indiretamente dos organismos fermentadores. Em alguns casos, o conteúdo de vitaminas dos alimentos cresce juntamente com o aumento da digestibilidade da sua matéria-prima. Nenhum outro grupo ou categoria de alimentos é tão importante ou tem sido tão relacionado ao bem estar nutricional em todo o mundo quanto os produtos fermentados.